# 橋からの眺め
「橋からの眺め」(A View from the Bridge) は、アメリカの劇作家アーサー・ミラーによる戯曲である。この作品は、1955年9月29日にブロードウェイのコロネット劇場で一幕の詩劇として「A Memory of Two Mondays」とともに初演された。この上演は失敗に終わり、ミラーはその後、劇を2幕に改定した。一般の観客に最も馴染みのある版はこの2幕版である。 2幕版は、1956年10月11日にピーター・ブルックの演出でロンドンのウエスト・エンドにあるニュー・ウォーターゲート・シアター・クラブで初演された。